# Menjamel olivaci becnegre
El menjamel olivaci becnegre (Gymnomyza brunneirostris) és un ocell de la família dels melifàgids (Meliphagidae).

## Hàbitat i distribució
Viu als boscos de les muntanyes de l'illa de Viti Levu, a les Fiji occidentals.